# Beziehungen zwischen Haiti und Trinidad und Tobago
Die Beziehungen zwischen Haiti und Trinidad und Tobago beschreiben das bilaterale Verhältnis zwischen der Republik Haiti einerseits und der Republik Trinidad und Tobago andererseits.
Beide Länder sind Mitglieder der Vereinten Nationen, der Organisation Amerikanischer Staaten (OAS), der Karibischen Gemeinschaft (CARICOM) und der Gemeinschaft der Lateinamerikanischen und Karibischen Staaten (CELAC).
Die im Jahr 1804 von Frankreich unabhängig gewordene Republik Haiti und das 1962 vom Vereinigten Königreich in die Unabhängigkeit entlassene Trinidad und Tobago unterhalten diplomatische Beziehungen. Die diplomatische Vertretung (Hochkommissariat) von Trinidad und Tobago in Kingston, Jamaika, ist in Haiti nebenakkreditiert.
Im April 2009 nahm der haitianische Präsident René Préval, begleitet von Außenminister Alrich Nicolas, an einem Gipfeltreffen amerikanischer Staaten in Port-of-Spain teil.
Der haitianische Präsident Michel Martelly besuchte Trinidad und Tobago im November 2013 zur Teilnahme an einem Gipfeltreffen der CARICOM.
Im Rahmen der Aufstellung der Mission Multinationale d’Appui à la Sécurité en Haïti begrüßte die Regierung von Trinidad und Tobago im August 2023 die Bereitschaft Kenias, die Führung bei dieser Maßnahme zu übernehmen. Sie erklärte sich jedoch im April 2024 außerstande, mit Streitkräften oder Polizeieinheiten personell beizutragen.
Im September 2024 erklärte der Außenminister von Trinidad und Tobago, Amery Browne, vor der Generalversammlung der Vereinten Nationen, Haiti müsse selbstbestimmt einen Ausweg aus der Krise im Land finden, sollte sich dabei aber auf die Unterstützung der internationalen Gemeinschaft verlassen können.